# Othmar Pferschy
Othmar Pferschy (16. října 1898 Štýrský Hradec – 7. dubna 1984, Mnichov) byl rakouský fotograf, který působil především v Turecku. Pferschy začal jako dobře placený asistent rumunského židovského fotografa Jeana Weinberga, který ho najal v roce 1926. V roce 1931 otevřel vlastní studio v Istanbulu.

## Životopis
Narodil se 16. října 1898 v rakouském Grazu. Dětství prožil ve Fürstenfeldu na hranici Rakousko-Uherska. V první světové válce sloužil jako voják v rakousko-uherské armádě a bojoval na italské frontě. Do Istanbulu přišel v roce 1926 a spolupracoval s Jeanem Weinbergem, známým majitelem fotografického studia s názvem Photo Français. Později, 10. července 1931, otevřel v Beyoğlu své první vlastní studio a pokračoval ve fotografii samostatně.
Dne 11. června 1932 turecký parlament schválil zákon 2007 o umění a povoláních vyhrazených tureckým občanům v Turecku, který zakazoval zahraničním fotografům pracovat v Turecku. V důsledku toho se oba dva, Pferschy a Weinberg, v roce 1932 přestěhovali do Alexandrie. Po několika měsících se do Istanbulu vrátili. V roce 1935 začal pracovat jako fotograf pro Generální ředitelství tisku a vysílání a byl pověřen organizováním archivů. Během pětileté cesty po Turecku pořídil asi 16 tisíc fotografií. Pořizoval městské a architektonické fotografie; výhledy na budovy, moderní továrny, školy, univerzity, zdravotnické instituce, ulice, stadiony, parky a náměstí. Ve svých fotografiích o lidech a životě zahrnul obřady, vesničany, rolníky, dělníky, jezdce, tenisisty, šerm, laboratorní pracovníky, písaře, pianisty atd. Byl známý tím, že se snímkům věnoval s velkou péčí, což se odrazilo v dokonalé technice, dokonalé estetice a geometrickém pořádku. Fotografie byly publikovány v Mnichově v turečtině, francouzštině, angličtině a němčině. Kromě krajin a architektury pořídil také portréty významných osobností jako byli Mustafa Kemal Atatürk nebo İsmet İnönü. Některé jeho další práce byly použity na pohlednicích a papírových penězích.
V letech 1939–40 se konala v New Yorku výstava „New York World Fair“, na které se objevily brožury s albem fotografií, které se představovalo Turecko. Othmar Pfershy měl důležitou roli při propagaci různých oblastí turistiky a práci tiskového oddělení v Turecku.
Zemřel 7. dubna 1984 v německém Mnichově, bylo mu 85 let. Jeho dcera odkázala celý svůj archiv İstanbul Modern.